# Nólsoy község
Nólsoy község (feröeriül: Nólsoyar kommuna) egy megszűnt község Feröeren. Nólsoy szigetét foglalta magába.

## Történelem
A község 1876-ban jött létre, amikor kivált Suðurstreymoy egyházközségből.
2005. január 1-jétől Tórshavn község része lett.

## Önkormányzat és közigazgatás

### Települések
| Település | Mióta a község része | Előző község               | Meddig a község része | Következő község | Megjegyzés |
| --------- | -------------------- | -------------------------- | --------------------- | ---------------- | ---------- |
| Nólsoy    | 1876                 | Suðurstreymoy egyházközség | 2004. december 31.    | Tórshavn község  |            |

## Népesség
| Év              | Lakosság |
| --------------- | -------- |
| 1986. január 1. | 323      |
| 1991. január 1. | 303      |
| 1996. január 1. | 242      |
| 2001. január 1. | 262      |